# Mirsdorf
Mirsdorf ist ein Gemeindeteil von Meeder im oberfränkischen Landkreis Coburg.

## Geographie
Das Haufendorf liegt etwa zwölf Kilometer nordwestlich von Coburg an einem leicht geneigten Südhang der Langen Berge.  Gemeindeverbindungsstraßen nach Ottowind, Tremersdorf, Meeder und Drossenhausen führen durch den Ort. Nördlich von Mirsdorf liegt die 523 Meter hohe Sennigshöhe mit der Alexandrinenhütte, einem beliebten Ausflugsziel im Coburger Land.

## Geschichte
Die erste urkundliche Erwähnung Mirsdorfs wird auf das Jahr 1074/1075 datiert. Es war eine Königspfalz, über die die Polenkönigin Richeza verfügte und die bei der Errichtung des Klosters Saalfeld einbezogen wurde. Aus dem königlichen Gut entstanden im Laufe der Jahrhunderte ein Rittergut und mehrere Bauernhöfe.
Anfang des 14. Jahrhunderts lag Mirsdorf im Herrschaftsbereich der Henneberger. 1353 kam der Ort mit dem Coburger Land im Erbgang zu den Wettinern und war somit ab 1485 Teil des Kurfürstentums Sachsen, aus dem später das Herzogtum Sachsen-Coburg hervorging. 1837 hatte der Ort 67 Einwohner.
In einer Volksbefragung am 30. November 1919 stimmten drei Mirsdorfer Bürger für den Beitritt des Freistaates Coburg zum thüringischen Staat und zehn dagegen. Somit gehörte ab dem 1. Juli 1920 auch Mirsdorf zum Freistaat Bayern. 1925 umfasste das 365,47 Hektar große Dorf 90 Einwohner, von denen 82 der evangelischen Kirche angehörten, und 13 Wohngebäude. Die Schule lag im 1,6 Kilometer entfernten Ottowind und die evangelische Kirche im 4,2 Kilometer entfernten Meeder.
Am 1. Juli 1975 wurde Mirsdorf ein Gemeindeteil der Gemeinde Meeder.
1987 hatte das Dorf 64 Einwohner und 15 Wohnhäuser.

## Einwohnerentwicklung
| Jahr | Einwohnerzahl |
| ---- | ------------- |
| 1910 | 56            |
| 1933 | 84            |
| 1939 | 78            |
| 1950 | 114           |
| 1970 | 63            |
| 2004 | 61            |